# Armée de l'air suédoise
Svenska flygvapnet, en français Force aérienne suédoise, est la composante aérienne des Forces armées suédoises.

## Historique
Elle a été créée le 1er juillet 1926.
Durant la guerre froide, sa principale menace était l’URSS qu'elle surveillait (voir Affaire du Catalina).
Sous le drapeau de l'Organisation des Nations unies, elle a été déployée pour affronter l'armée katangaise dans la crise congolaise à partir d'octobre 1961. Ce sont cinq chasseurs Saab J 29 Tunnan suédois suivis de 2 J 29C de reconnaissance en novembre 1962 et de 4 J 29B en décembre 1962 qui ont pris part à cette mission. Ils y ont effectué des frappes avec leurs canons de bord et des roquettes.
L'intervention militaire en Libye de 2011 fut la première du XXIe siècle où l'aviation suédoise fut impliquée ; un détachement de 8 Saab JAS 39 Gripen, un C-130 Hercules de ravitaillement en vol. Au total 130  à   140 hommes furent déployés depuis avril 2011 sur la base aérienne de Sigonella en Sicile. Leur mission fut de faire respecter une zone d'interdiction aérienne et ils ne participèrent pas aux frappes au sol. Les huit Gripen effectuèrent 2 000 heures de vol lors de 650 sorties consacrées à la reconnaissance, réalisant près de 150 000 clichés. À noter qu'ils ne purent utiliser le carburant d'origine utilisé par l'aviation américaine sans ajout d’additifs.
Le 25 juillet 2018, un JAS 39 a largué une GBU-49 pour lutter contre un feu de forêt sur un champ de tir militaire.

## Unités d'hélicoptères

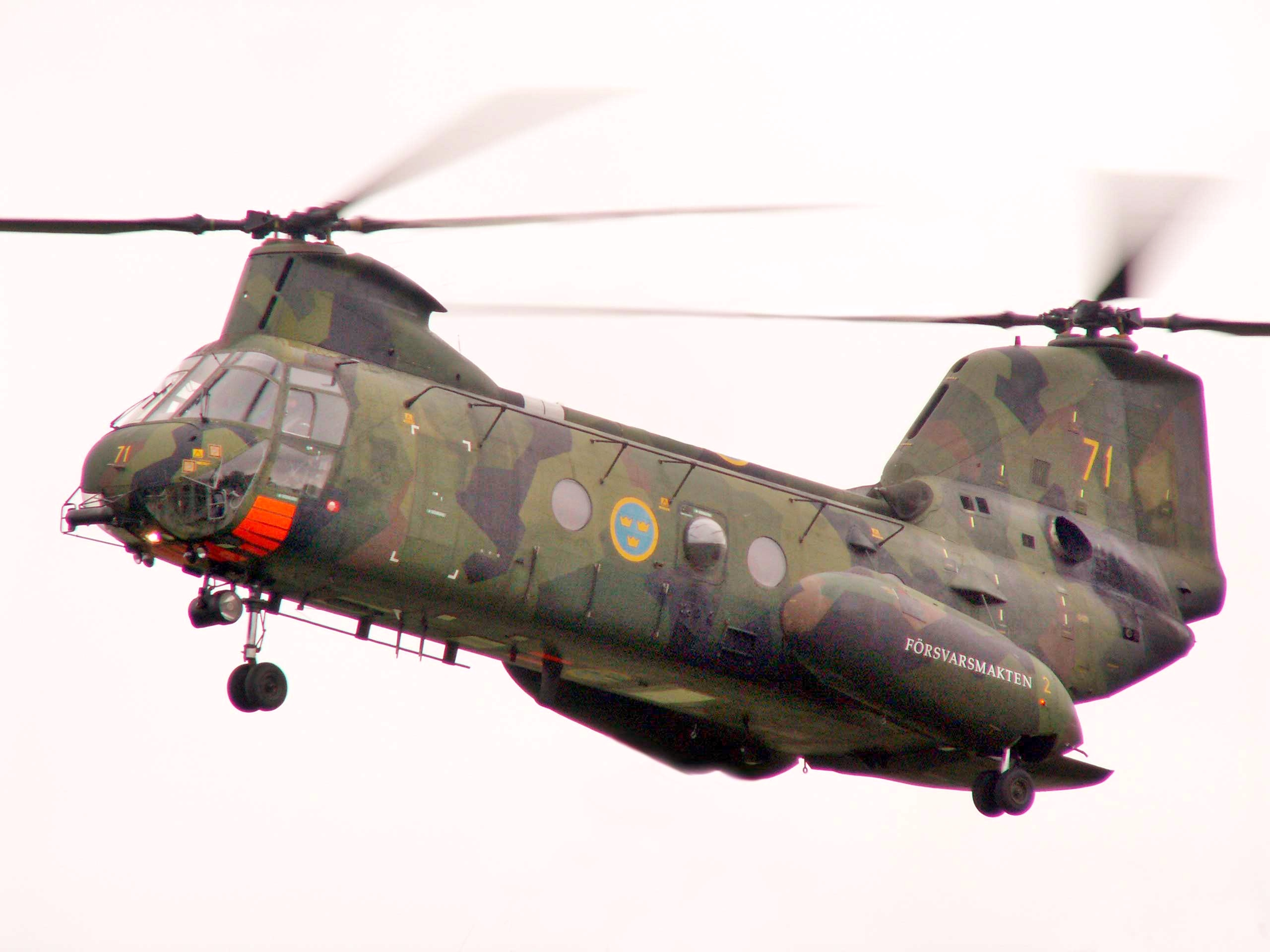
Un HKP 4 suédois en 2006.

Les unités d'aviation qui dépendaient auparavant de l'armée suédoise ("Arméflyget") et de la Marine Royale («Marinflyget") ont été fusionnées avec les unités d'hélicoptères de la force aérienne pour former une unique escadre d'hélicoptères (Hkpflj) pour l'ensemble des forces armées[Quand ?]. Cette escadre a été placée sous l'autorité de la force aérienne et se compose de :
- 1re escadre d'hélicoptères (1 Hkpskv)
  - situé à Boden (ancienne unité de la force aérienne) et F 4 Frösön

- 2e escadre d'hélicoptères (2 Hkpskv) 
  - situé à Berga (ancienne unité de l'aviation navale) et à Uppsala (à LSS)

- 3e escadre d'hélicoptères (3 Hkpskv)
  - situé à l'aéroport de Ronneby (à 17 Kallinge F)

- Escadre d'hélicoptères Malmen (Hkpflj/Malmen), ancien 4e bataillon d'hélicoptères (4. hkpbat)
  - situé à Linköping / Malmen (ancienne unité de la force aérienne)

- 5e escadre d'hélicoptères (5 Hkpskv)
  - situé à l'aéroport de la ville de Göteborg (ancienne unité de l'aviation navale) et F 7 Såtenäs

## Aéronefs
- Saab 37 Viggen (1972-2005)
- Saab 35 Draken (1960-1999)
- J 34 (1955-1969)
- J 33 (1952-1960)
- Saab 32 Lansen (1956-1998)
- J 30 (1946-1954)
- Saab J 29 Tunnan (1950-1974)
- J 28 (1946-1967)
- J 26 (1945-1953)
- FFVS J22 (1943-1952)
- Saab J-21 (1945-1951)
- Saab 18 (1945-1957)
- Saab 17 (1942-1953)
- J 20 (1941-1945)
- J 11 (1940-1945)
- J 9 (1940-1952)
- J 8 (1938-1947)
- J 7 (1930-1940)
- Svenska J6 Jaktfalken (1932-1941)
- J 4 Heinkel HD 19 (1928-1937)
- J 3 (1928-1943)
- J 2 Nieuport 29 (1926-1930)

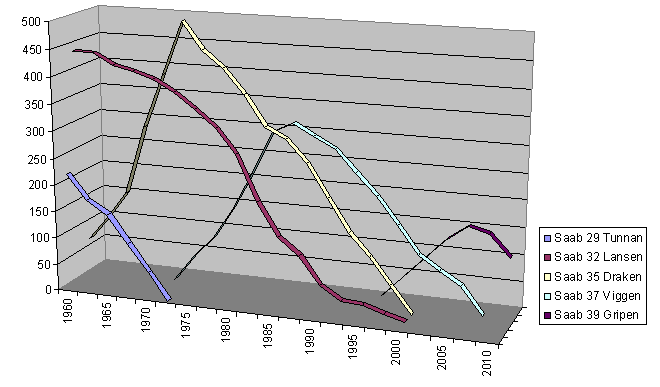
Graphique montrant les modèles d'avions de combat en service dans la force aérienne suédoise entre 1960 et 2010

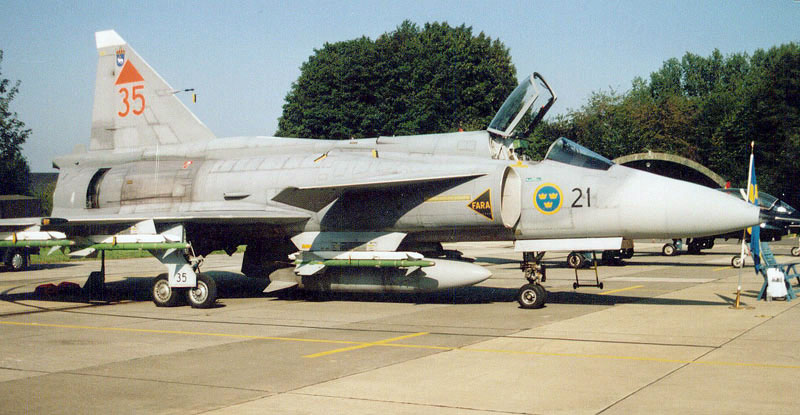
Saab 37 Viggen (1972-2005)

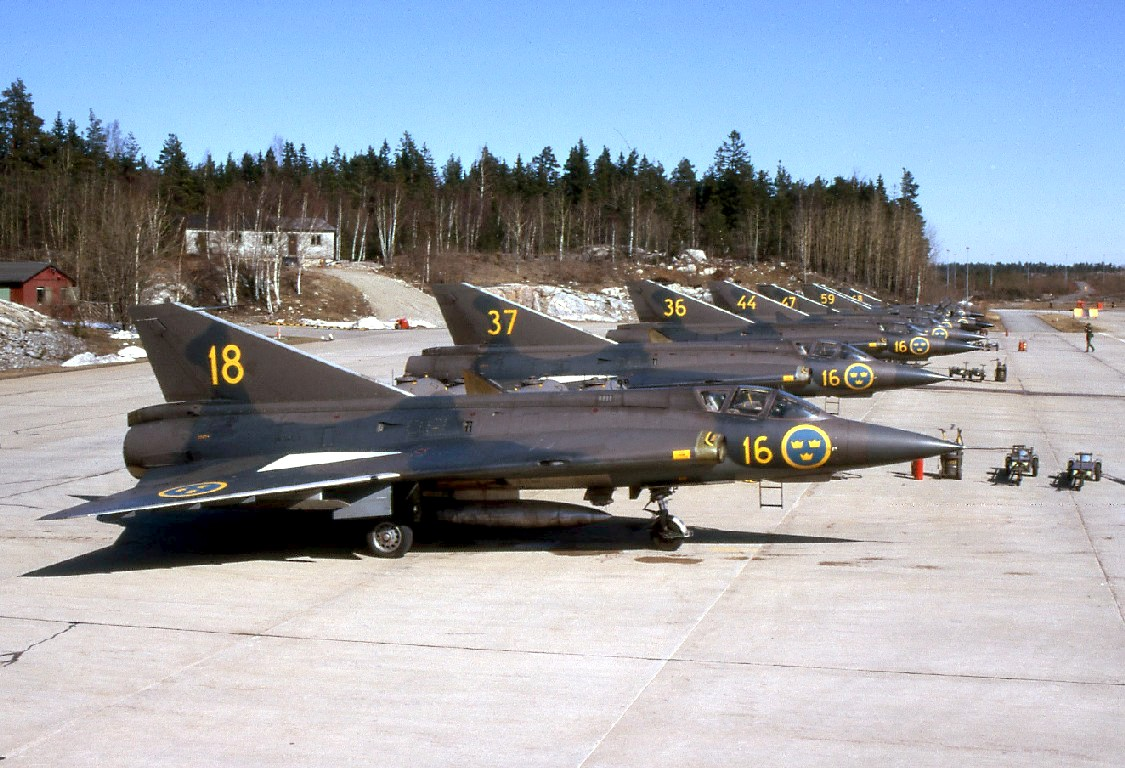
Saab 35 Draken (1960-1999)

- J 1 FMV/Phönixwerke D.III (1919-1933)

2 J 32 sont encore en vol à des fins scientifiques[Quand ?].

### Appareils en service

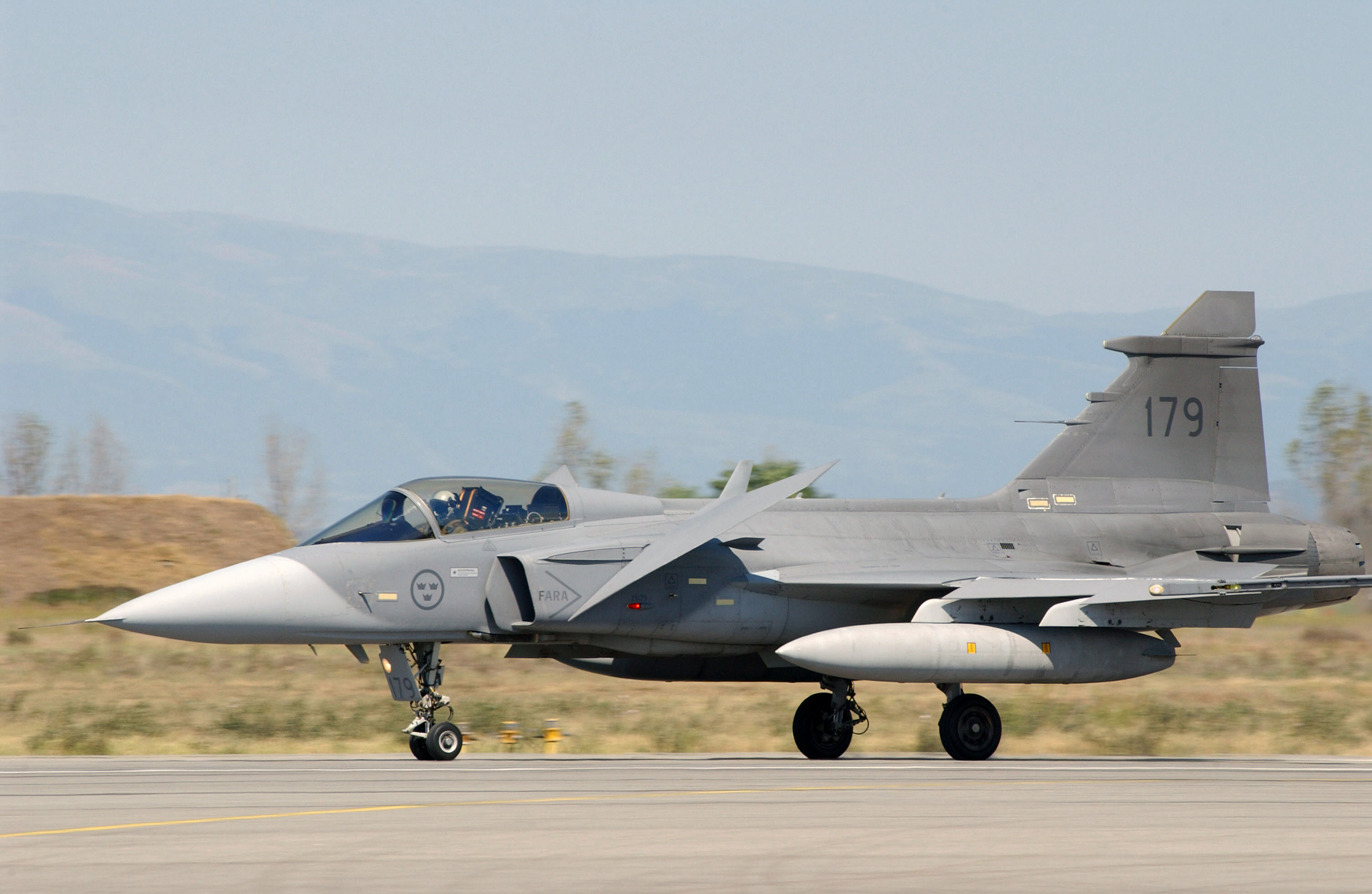
JAS-39 Gripen

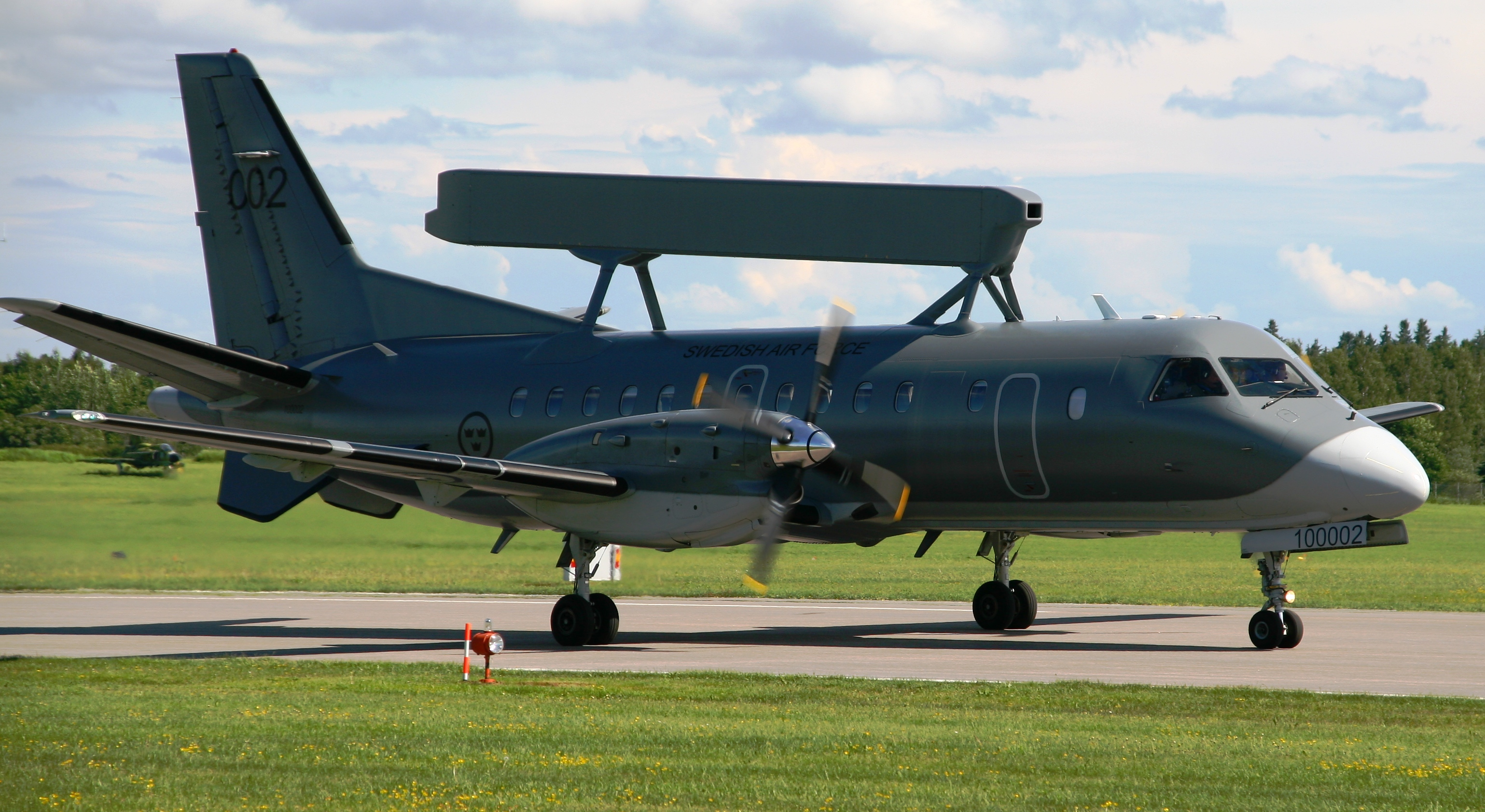
Saab S-100 Argus

Les appareils en service en 2016 sont les suivants :
| Aéronefs                     | Origine          | Type                                                                   | En service      | Versions |                 |                 |
| Avion de chasse              | Avion de chasse  | Avion de chasse                                                        | Avion de chasse | Avion de chasse | Avion de chasse | Avion de chasse |
| ---------------------------- | ---------------- | ---------------------------------------------------------------------- | --------------- | --- | --------------- | --------------- |
| Saab JAS 39 Gripen           | Suède            | Avion multirôle                                                        | 98              | JAS-39C et JAS-39D. |                 |                 |
| Avion de transport           |                  |                                                                        |                 | |                 |                 |
| Lockheed Tp-84A Hercules     | États-Unis       | Avion de transport                                                     | 5               | Tp-84A. |                 |                 |
| Saab Tp-100                  | Suède            | Avion de transport de personnels                                       | 2               | Tp-100A et Tp-100B. |                 |                 |
| Beechcraft Tp-101            | États-Unis       | Avion de transport d’état-major et de liaisons                         | 3               | Tp-101A et Tp-101B. |                 |                 |
| Gulfstream Tp-102            | États-Unis       | avion de transport de hautes personnalités et d’évacuations sanitaires | 3               | Tp-102A et Tp-102D. 2 en mai 2025, devant être remplacé à la fin de cette année par 2 Bombardier Global 6500 désigné Tp-106 |                 |                 |
| Avion ravitailleur           |                  |                                                                        |                 | |                 |                 |
| Lockheed TpT-84              | États-Unis       | avion de ravitaillement en vol et de soutien logistique                | 2               | TpT-84A |                 |                 |
| Avion de surveillance        |                  |                                                                        |                 | |                 |                 |
| Saab S-100 Argus             | Suède            | Avion de veille radar et de reconnaissance                             | 2               | S-100D. |                 |                 |
| Gulfstream S-102 Korpen      | États-Unis       | Avion de reconnaissance stratégique et d’espionnage aéroporté          | 2               | S-102B. |                 |                 |
| Avion d'entraînement         |                  |                                                                        |                 | |                 |                 |
| Saab Sk-60                   | Suède            | Avion d’entraînement intermédiaire et avancé                           | 35              | Sk-60B |                 |                 |
| Rockwell Tp-86               | États-Unis       | Avion de soutien aux essais en vol                                     | 2               | Tp-86A. |                 |                 |
| Hélicoptère                  |                  |                                                                        |                 | |                 |                 |
| Sikorsky Hkp-16              | États-Unis       | Hélicoptère de transport                                               | 15              | Hkp-16A. |                 |                 |
| AgustaWestland Hkp-15 Svälja | Italie           | Hélicoptère utilitaire                                                 | 20              | Hkp-15A et Hkp-15B. |                 |                 |
| NH Industries Hkp-14 Caiman  | Union européenne | Hélicoptère de recherche-sauvetage et de combat maritime               | 16              | Hkp-14A et Hkp-14B. |                 |                 |